# Bourgogne (ancienne région administrative)
Pour les articles homonymes, voir Bourgogne-Franche-Comté et Bourgogne.
1960–2015
Entités suivantes :
- Bourgogne-Franche-Comté

La Bourgogne (en bourguignon : Borgoigne ou Bregogne) est une région historique et culturelle située au centre-est de la France. Elle est constituée des départements de la Côte-d'Or, de la Nièvre, de la Saône-et-Loire et de l'Yonne. Ses habitants sont appelés les Bourguignons et sa capitale est Dijon.
De 1956 à 2015, la Bourgogne était aussi une région administrative française qui a fusionné le 1er janvier 2016 avec la Franche-Comté pour former la région administrative Bourgogne-Franche-Comté.
La Bourgogne doit son nom aux Burgondes du temps d'avant les Mérovingiens, qui créèrent le royaume de Burgondie, devenu royaume de Bourgogne puis des Deux-Bourgognes à l'époque carolingienne. Par la suite on distinguera le comté de Bourgogne (ou Franche-Comté de Bourgogne), qui correspond à l'actuelle Franche-Comté, du duché de Bourgogne qui correspond à peu près à l'actuelle Bourgogne.
La région comptait 1 622 908 habitants au 1er janvier 2022.

## Géographie
- le duché de Bourgogne ;
- le comté de Bourgogne.

Relief et principales agglomérations.

Le comté de Bourgogne ou Franche-Comté de Bourgogne (qui signifie « comté libre de Bourgogne »), constitue la majeure partie de la Franche-Comté actuelle. Le duché de Bourgogne, quant à lui, correspond à peu près à la région Bourgogne moins la Nièvre.
La région Bourgogne se situe dans le Centre-Est de la France. Elle est limitrophe de la Franche-Comté à l'est, de Rhône-Alpes au sud-est, de l'Auvergne au sud-ouest, du Centre-Val de Loire à l'ouest, de la Champagne-Ardenne au nord et de l'Île-de-France au nord-ouest.

### Nord
La basse Bourgogne est une région de plaines sédimentaires. Elle englobe le Sénonais agricole et le pays d'Othe forestier, qui domine les vallées de l'Yonne et de l'Armançon. On y trouve la ville d'Auxerre.

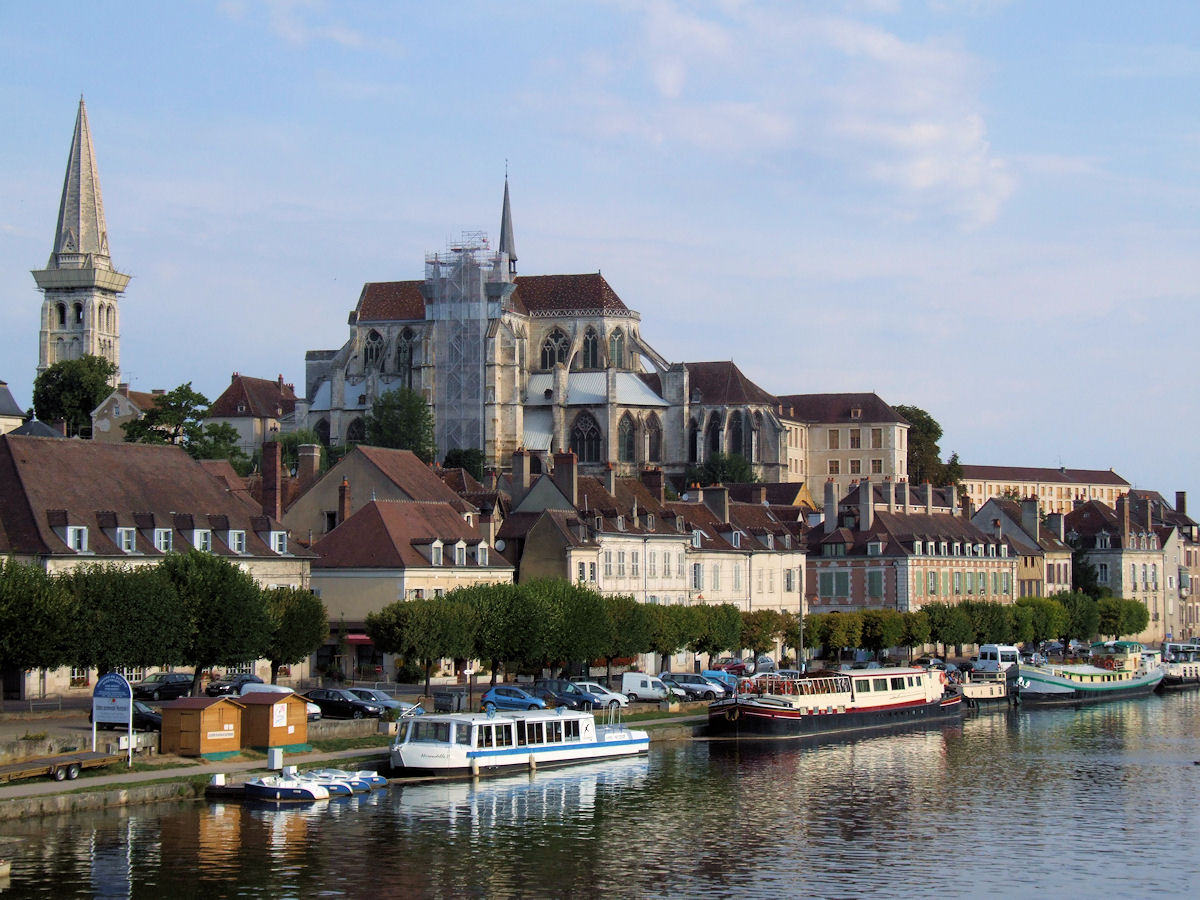
Auxerre.

### Est
Les pays de la Saône correspondent à des plaines d'effondrement couvertes de grasses prairies et de champs (blé, maïs, oléoprotéagineux, maraîchage).

### Centre
Le Morvan, massif ancien forestier, classé parc naturel régional, est entouré de plaines argileuses où l'on pratique l'élevage, incisé par la dépression houillère de la Dheune-Bourbince.

### Sud
Le Mâconnais, pays de polyculture, d'élevage et de vignoble, s'appuie sur les premiers contreforts du Massif central. Le Mâconnais constitue la partie la plus méridionale de la Bourgogne et offre une géographie particulière avec la plaine de Saône et un paysage plus vallonné culminant à 771 mètres (commune de Montmelard), 758 mètres (commune de Tramayes) et 746 mètres (commune de Pierreclos).

## Transports

### Ferroviaire

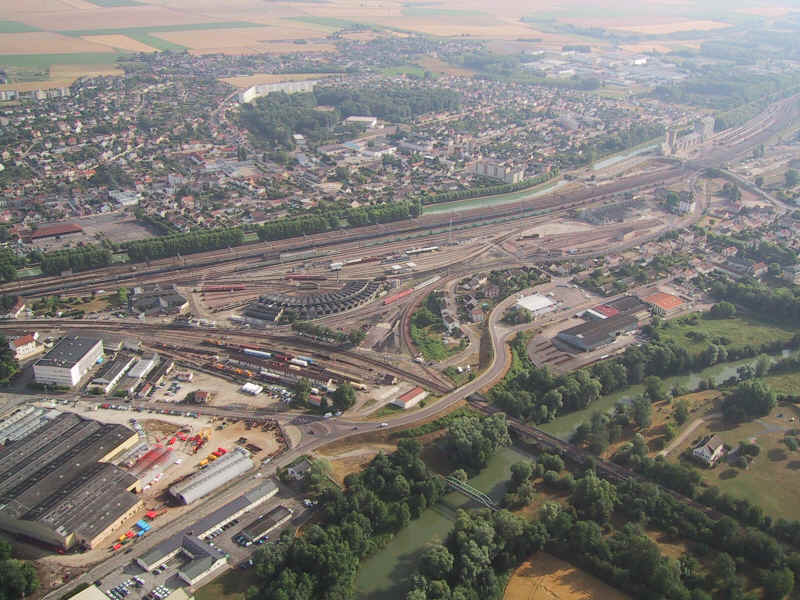
La grande gare de l'Auxerrois, Laroche - Migennes

#### TGV
Des liaisons partent aussi de Chalon-sur-Saône vers Paris.
Des liaisons Paris-Lyon via la gare du Creusot - Montceau - Montchanin TGV et la gare de Mâcon-Loché-TGV.
La LGV Sud-Est passe par 6 départements dont 3 en Bourgogne (l'Yonne, la Côte-d'Or, la Saône-et-Loire). La gare de secours de la LGV entre Paris et Lyon est située en Côte d'Or, dans le village de Lacour-d'Arcenay.
Le TGV Lyria :
- Lausanne - Dijon - Paris-Gare-de-Lyon avec 4 allers et retours par jour en 3 h 41 environ,
- Berne - Dijon - Paris-Gare-de-Lyon avec 2 A/R en 4 h 30 (1 en 2010) ;

Le TGV Méditerranée, reliant par exemple Dijon à Montpellier en 3 heures et 33 minutes ;
La LGV Rhin-Rhône, qui relie Dijon au reste de l'Europe, a été mise en service fin 2011.

### Routier

#### Réseau autoroutier
Le siège d'Autoroutes Paris-Rhin-Rhône est situé à Saint-Apollinaire, dans la banlieue de Dijon.
- l'A6 traverse la Bourgogne du nord au sud ;
- l'A38 relie Dijon à l'A6 ;
- l'A31 (vers le Luxembourg) traverse la Bourgogne pour se lier à l'A6 à Beaune ;
- l'A36 part de l'autoroute A31 (entre Dijon et Beaune) vers l'Allemagne ;
- l'A39 Dijon - Dole - Bourg-en-Bresse ;
- l'A77 relie l'A6 au sud de Nevers dans la Nièvre ;
- l'A406 relie la Route Centre-Europe Atlantique à l'A40 à Mâcon vers Genève.

### Fluvial

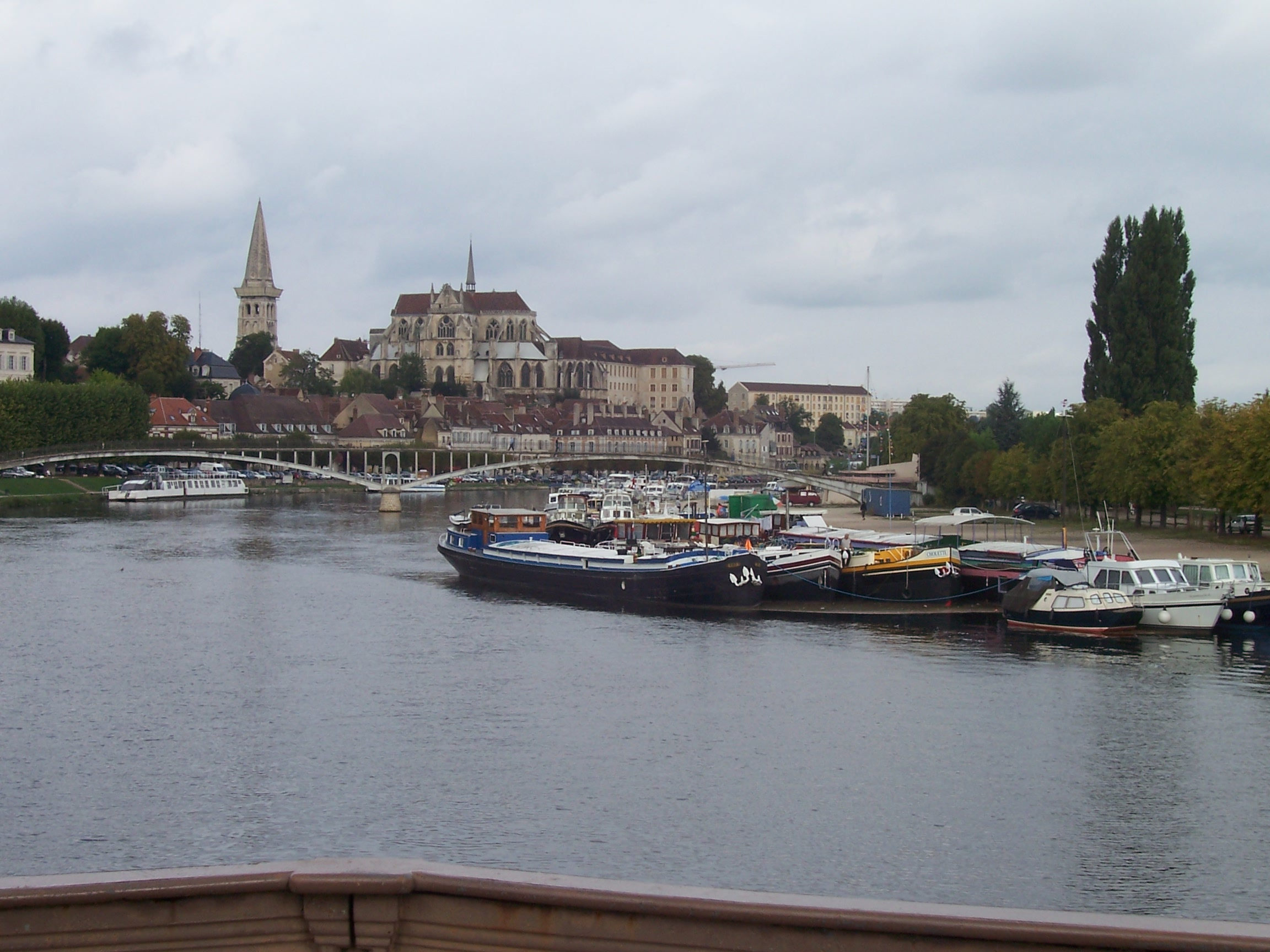
L'Yonne à Auxerre.

Principales voies navigables en Bourgogne :
- l'Ouche ;
- la Seine ;
- la Saône, avec particulièrement le port de plaisance de Mâcon ;
- l'Yonne ;
- la Nièvre ;
- le canal de Bourgogne ;
- le canal du Centre ou « canal du Charolais » ;
- le canal du Nivernais ;
- le canal latéral de Roanne à Digoin ;
- la rigole de l'Arroux ;
- la Loire.

## Histoire

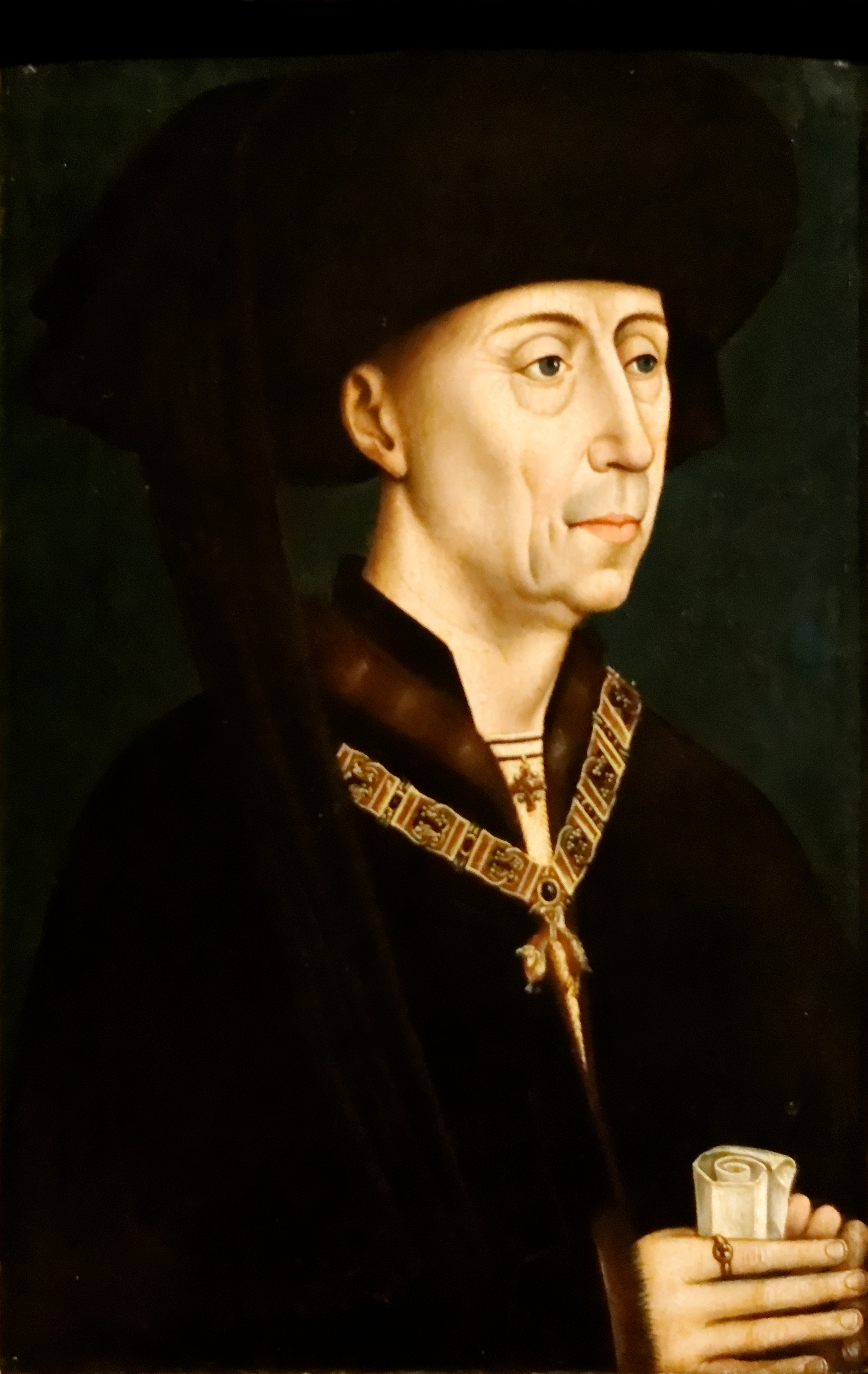
Philippe le Bon portant le collier de l'ordre de la Toison d'or.

Le nom de Bourgogne a désigné des territoires assez différents suivant les époques. Elle doit son nom à la peuplade des Burgondes qui créèrent le royaume de Burgondie. Ce dernier devint royaume de Bourgogne puis des Deux-Bourgogne à l'époque carolingienne. Au Moyen Âge, il convient de distinguer le comté de Bourgogne du duché de Bourgogne. Le premier (maintenant la Franche-Comté) était terre d'Empire, le second constitué des comtés de Mâcon, Chalon, Sens, Auxerre, Tonnerre, Nevers, Autun appartenait au royaume de France.
Aux XIVe et XVe siècles, l'État bourguignon, vassal du royaume de France mais quasi indépendant en fait, a recouvert des parties de la France, des Pays-Bas, de la Belgique et du Luxembourg actuels. Les ducs de Bourgogne étaient vassaux du roi de France pour le duché de Bourgogne, l'Artois et la Flandre, et vassaux de l'Empereur pour le comté de Bourgogne, la Gueldre, le Hainaut, le Brabant et d'autres terres.
Après la mort de Charles le Téméraire en 1477 et la guerre de Succession de Bourgogne, le duché de Bourgogne est rattaché au royaume de France et devient un gouvernement général, le gouvernement de Bourgogne. En 1542, apparaît la généralité de Bourgogne, une des 17 recettes générales créées par le roi Henri II. Outre l'ancien duché, elle inclut à partir de 1601 la plupart des provinces savoyardes de la rive droite du Rhône et par la suite la souveraineté de Dombes, qui lui est rattachée en 1781. Ces dernières acquisitions constituent en 1790 le département de l'Ain. La Bourgogne conserve jusqu'à la Révolution française une certaine forme d'autonomie avec les états de Bourgogne et le Parlement de Dijon.
Après une régionalisation manquée sous le régime de Vichy de 1940 à 1944, le nom historique est repris pour désigner une région française de la Cinquième République créée en 1960. En 2016, avec la loi de réforme des régions, elle fusionne avec la Franche-Comté dans la nouvelle région Bourgogne-Franche-Comté.
La région se nomme Bregogne en bourguignon-morvandiau et Borgogne en arpitan.

Les 4 départements de Bourgogne (et les 4 de Franche-Comté) montrant les provinces et États qui existaient sur son territoire au XVIII.
Bourgogne
Nivernais
Champagne
Orléanais
Île-de-France
Autres

## Économie
L'agriculture bourguignonne est dynamique, puissante et très spécialisée : céréales (blé et orge dans l'Yonne et la Côte-d'Or), oléagineux, élevage bovin (Charolais, Morvan, Nivernais), viticulture (Côtes de Beaune, Nuits, Hautes-Côtes, Côte Chalonnaise, Mâconnais, Beaujolais, Chablisien). L'agriculture emploie 5 % d'actifs. La surface agricole utile (SAU) représente près de 60 % de la superficie de la Bourgogne. Deuxième région productrice de bovins, derrière l'Auvergne, le territoire est surtout spécialisé dans les céréales, les oléagineux et bien sûr le vin, qui occupe près de Modèle:Unité:31000 hectares, essentiellement plantés de pinot noir et de chardonnay.
En revanche, le Nord de la région, pauvre en grandes entreprises, a profité de l'installation d'industries moins lourdes, plus diversifiées : chimie, industrie pharmaceutique, électronique, plasturgie, papeterie, industries mécaniques et automobiles, agroalimentaire.
Enfin, le tourisme avec la gastronomie, l'histoire, la culture, le tourisme fluvial, le thermalisme, le tourisme industriel et le tourisme vert avec les nombreuses bases de loisirs aventure implantées dans les villages de la vallée de l'Armançon et du parc naturel régional du Morvan fournissent à la région ses plus grosses ressources complémentaires.
Le commerce et les services tiennent une place importante en Bourgogne (Avallon est le siège du groupe de distribution Schiever). À titre d'exemple, Dijon est classée ville où les entreprises sont les plus compétitives de France.
Depuis 2005, la Bourgogne affiche la présence de deux pôles de compétitivité : le pôle nucléaire Bourgogne et Vitagora Goût-Nutrition-Santé (agroalimentaire).
La Bourgogne a créé la Super Cocotte SEB, les avions Jodel et les collants Dim dans les années 1950. Désormais, elle fabrique le cœur des centrales nucléaires, les bogies du TGV, les pansements Urgo et les cosmétiques des laboratoires Vendôme.

## Démographie
Le peuplement de la Bourgogne est peu dense et inégalement réparti. La population se concentre sur les axes de communication alors que le Morvan se vide. La Bourgogne est actuellement moins peuplée qu'elle ne l'était en 1851. La région comptait Modèle:Unité:1622908 habitants en 2022.
Depuis 1990, le déséquilibre démographique s'est accentué entre la Bourgogne et les régions dominantes qui l'encadrent (Île-de-France et Rhône-Alpes). À ces deux fortes croissances, la Bourgogne n'oppose qu'une stagnation. Le solde migratoire annuel n'est passé que de –0,03 % à –0,04 % entre les deux derniers recensements mais l'excédent naturel annuel est tombé de 0,13 à 0,04 %. Cela se traduit par un vieillissement de la population, la région attire en effet davantage les retraités que les jeunes ménages.
Seule Dijon, la capitale de la Bourgogne et son agglomération, ainsi que la vallée de la Saône (de Chalon-sur-Saône à Mâcon) tirent leur épingle du jeu. Après Dijon, les plus grandes villes de la région sont Chalon-sur-Saône, Auxerre, Mâcon, Nevers, Sens, Le Creusot, Beaune, Montceau-les-Mines et Autun.

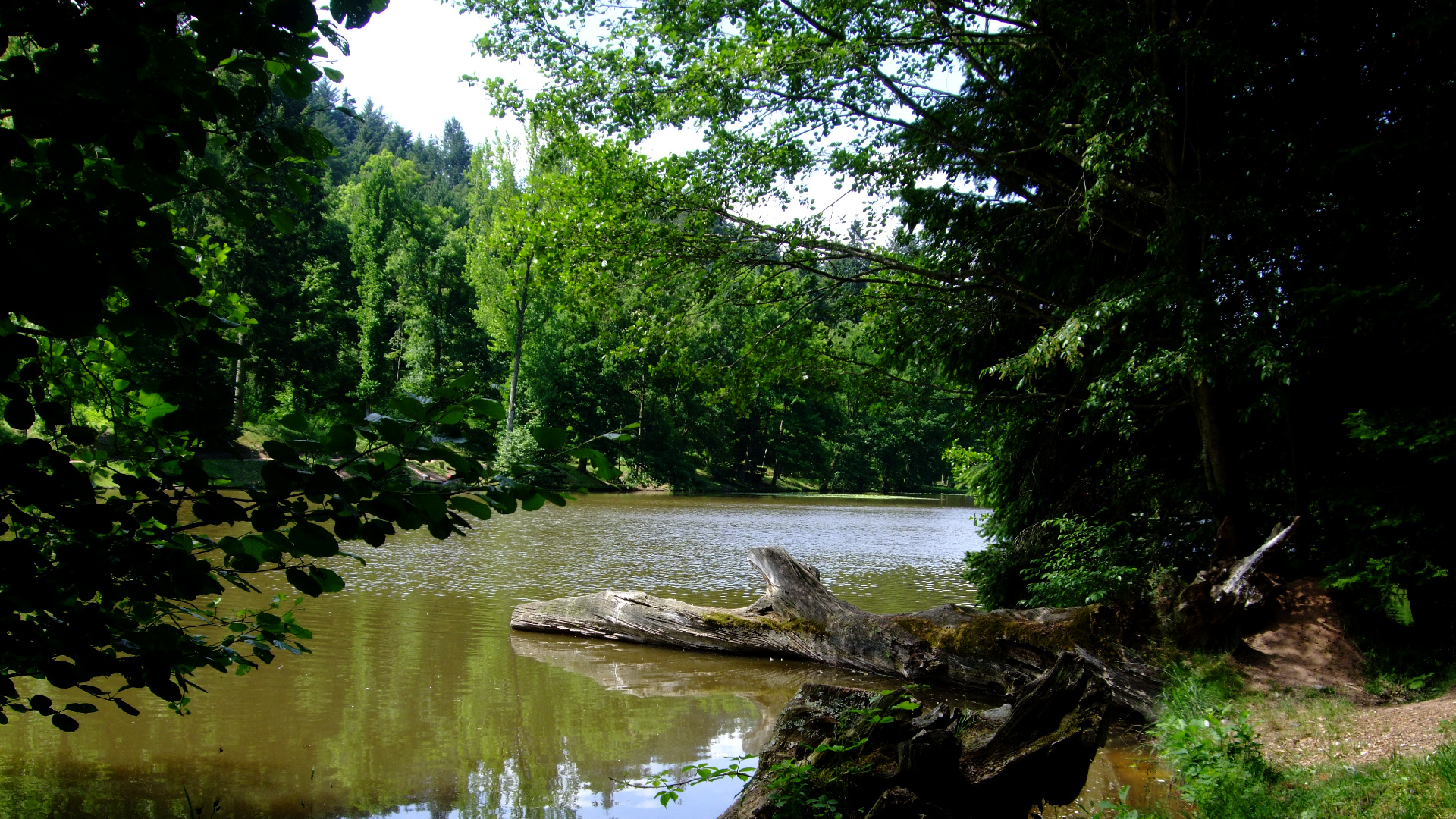
Lac et arboretum de Pézanin.

## Culture et tourisme
Région réputée pour sa gastronomie, la Bourgogne est également riche de son patrimoine naturel mais aussi bâti, des châteaux forts aux cadoles, en passant par les abbayes et les cathédrales.
Il y est possible de visiter le site d'Alésia et son MuséoParc Alésia, où Vercingétorix tint un siège contre les armées de Jules César en 52 av. J.-C., ainsi que le site de Cluny où les bénédictins firent de leur abbaye au Xe siècle le plus grand foyer spirituel et intellectuel d'Europe.
La Bourgogne est une terre riche de sites culturels, certains uniques parmi lesquels le palais des ducs de Bourgogne à Dijon, les Hospices de Beaune, l'abbaye Saint-Philibert de Tournus, l'abbaye de Cîteaux, l'abbaye de Fontenay, l'abbaye de Pontigny, l'abbaye Saint-Germain d'Auxerre, la cathédrale Saint-Étienne de Sens, la cathédrale Saint-Lazare d'Autun, la cathédrale Saint-Cyr-et-Sainte-Julitte de Nevers, la cathédrale Saint-Étienne d'Auxerre, la basilique Sainte-Marie-Madeleine de Vézelay, la basilique du Sacré-Coeur de Paray-le-Monial, l'église Notre-Dame de La Charité-sur-Loire, les châteaux de Guédelon, de Pierreclos, de Tanlay, de Bussy-Rabutin, de Cormatin, d'Ancy-le-Franc et de Bazoches, l'arboretum de Pézanin, qui rendent ce territoire attractif et à fort potentiel touristique.
Grâce à Nicéphore Niépce (1765-1833) qui inventa la photographie, la Bourgogne a ainsi développé à Chalon-sur-Saône le musée de la photographie et un pôle image et son.
Le musée des Beaux-Arts de Dijon est également important.

## Cinéma
Plus de 50 films et téléfilms (répertoriés) ont été tournés — entièrement ou quelques scènes — en Bourgogne, entre 1938 et 2010. En voici les lieux de tournage (par département, anti-chronologiquement), ainsi que les titres et réalisateurs[source insuffisante].

## Emblèmes traditionnels de la Bourgogne
| Les armoiries de la Bourgogne | Les armoiries de la Bourgogne se blasonnent ainsi : Écartelé : au premier et au quatrième, d'azur semé de fleurs de lys d'or à la bordure componée d'argent et de gueules ; au deuxième et troisième, bandé de six pièces d'azur et d'or à la bordure de gueules. Les armoiries combinent les armoiries des ducs Valois (1 et 4) avec celles des ducs capétiens (2 et 3). |

| La croix de Bourgogne | La croix de Bourgogne a été l'emblème de la Bourgogne (puis des Pays-Bas espagnols et de l'Empire espagnol des Amériques) à partir de Jean Ier de Bourgogne, dit Jean sans Peur, duc de Bourgogne, comte de Flandre, d'Artois, comte palatin de Bourgogne (c'est-à-dire de Franche-Comté) (° 28 mai 1371 à Dijon - † 10 septembre 1419). La croix de Bourgogne est fréquente dans l'héraldique espagnole (connue sous le nom de cruz de Borgoña), et fait encore partie des armes du roi d'Espagne. En tant qu'emblème de la grande Bourgogne, cet emblème était aussi fréquemment employé en Franche-Comté. |

En 2010, une pièce de 10 € en argent, gravée par Joaquin Jimenez, a été mise en circulation en Bourgogne. Elle représente la carte et le drapeau armorié de la région. Elle a cours légal dans toute la France.

## Gastronomie, vins et bières

### Gastronomie
- ami-chambertin (fromage)
- andouillettes d'Arnay-le-Duc, de Mâcon, de Clamecy et de Châblis
- anis de Flavigny
- asperge de Ruffey
- baratin de Clamecy et les chi dans l'iau
- bénédictin (fromage)
- beurdin, biscuit de Bourbon-Lancy
- biscuit de Chablis ou biscuit duché
- bœuf bourguignon
- bouton-de-culotte (fromage de chèvre)
- brochet braisé ou en quenelles
- cabriotte
- cacous aux cerises
- cassis de Bourgogne
- cassissine, pâte de fruit au cassis
- cerise marmotte
- chaource (fromage)
- chariton de la Charité-sur-Loire
- cidre du Morvan
- cistercien (fromage)
- cîteaux (fromage)
- civet
- claquebitou (fromage)
- coq au vin
- cornichons
- corniottes
- cosne (fromage)
- crâpiau
- craquants du Val de Loire ( Pouilly-sur-Loire)
- crème de cassis
- crottin du Morvan (fromage)
- cuisses de grenouille
- eaux-de-vie
- entrecôte charolaise
- Époisses (AOC)
- escargots de Bourgogne
- fromage charolais (AOP)
- charolais à l'époisses
- faisselle
- flamusse
- fritures de goujons
- gâteau de foies blonds
- gaufrette mâconnaise
- gougères
- granit rose de Semur-en-Auxois
- gratin de queues d'écrevisses
- grattons
- greuze émotion (chocolat)
- jambon à la châblisienne
- jambon cru du Morvan
- jambon persillé
- judru de Nolay
- kir
- lapin à la dijonnaise
- liqueur de cassis
- mâconnais (fromage)
- marc de Bourgogne
- meurette de poisson
- miel du Morvan
- morvandiau (fromage)
- moutarde de Dijon
- négus et nougatine de Nevers
- nivernais (fromage)
- nonnettes
- nuits-saint-georges (fromage)
- œufs en meurette
- oignon du Val de Saône
- pain d'épices
- pauchouse
- pavé de bœuf
- pierre-qui-vire (fromage)
- pigeonneau rôti
- poissons de rivière, d'étang, de lac : tanche, brochet, sandre, truite, ablette, goujon, anguille...
- pomme à cidre
- potée bourguignonne
- poularde à la bourgeoise
- poulet à la crème et aux morilles
- poulet Gaston Gérard
- prune
- pruneau de Vitteaux
- ratafia de Bourgogne
- râpée
- rochefontaine (fromage)
- rosette du Morvan
- saint-florentin (fromage)
- salade bourguignonne
- sirops
- saupiquet
- soumaintrain (fromage)
- soupe à l'oignon
- tartes aux fruits
- tartouillats
- tournusien (gâteau)
- truffe de Bourgogne
- vézelais (fromage)
- viande charolaise
- volaille de Bresse (AOC).

La gastronomie bourguignonne se décline également par ses grands noms régionaux :
- Patrick Bertron
- Alexandre Dumaine
- Jacques Lameloise
- Bernard Loiseau
- Jean-Michel Lorain
- Marc Meneau
- Mère Poulard
- Éric Pras
- Guy Savoy

Il existe plusieurs congrégations gastronomiques comme celles de l'Escargot, de la Truffe, du Pain d'épice, du Cassis ou de la Moutarde de Dijon.

### Vins

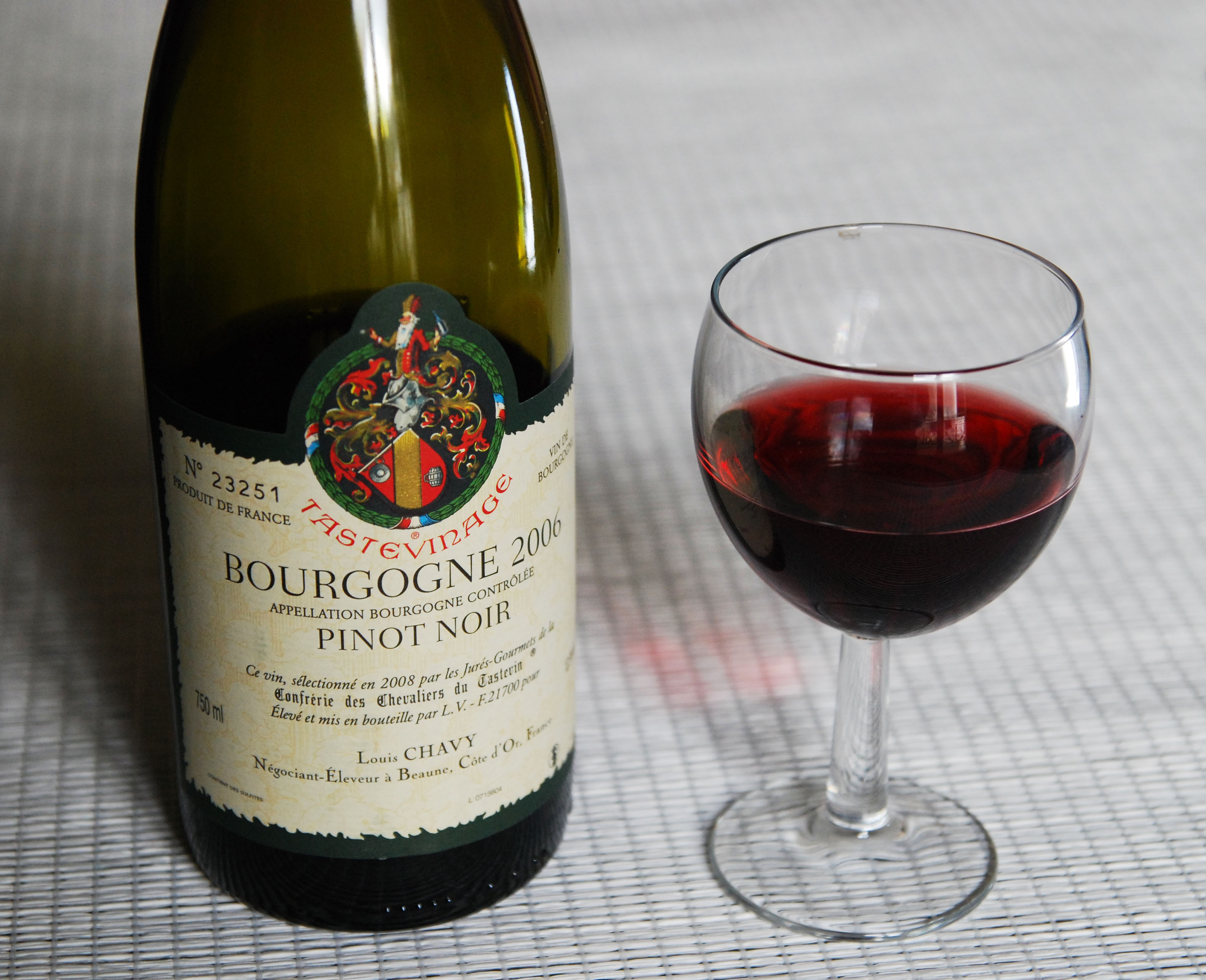
Bouteille et verre de bourgogne rouge.

La Bourgogne est réputée dans le monde entier pour ses vignobles, notamment la côte de Nuits, la côte de Beaune, la côte chalonnaise, le mâconnais, le beaujolais et le chablisien. Les « Climats du vignoble de Bourgogne » sont inscrits par l’UNESCO au patrimoine mondial de l'humanité depuis 2015.
C'est parce que leur vin ne se vendait plus après la crise de 1929 que les Bourguignons ont eu l'idée de créer la confrérie des chevaliers du tastevin, à Nuits-Saint-Georges en 1934.[citation nécessaire]

### Bières
L’Ordre du houblon est né à Beaune.
Jean sans Peur, duc de Bourgogne de 1404 à 1419, a encouragé la culture du houblon en Bourgogne et en Flandre, contribuant ainsi à l’expansion de son utilisation dans le brassage de la bière en France.
La création de l’ordre du houblon en 1419 impose l’usage du houblon dans le processus de brassage pour améliorer et stabiliser le goût de la bière. On lui reconnait déjà également ses qualités antiseptiques et aromatiques.
Un édit datant de 1435 impose le nom de « bière » à la boisson, jusque-là connue en tant que cervoise.
La Bourgogne est une terre céréalière.
La Bourgogne est devenue la 3ème région de France productrice d’orge, un des piliers dans le processus de brassage. 
En effet, la Bourgogne peut se vanter de 750 000 hectares dédiés à la culture de céréales avec 5 millions de tonnes de céréales produites par an, dont 1.4 Mt d’orge et 2.4 Mt de blé tendre (Source : ViaVoice-Passion Céréales 2020).
Les orges récoltés pour la fabrication de malt doivent avoir un taux de protéines très faible et les agriculteurs de la région sont reconnus pour leur maîtrise de techniques culturales pour obtenir une qualité optimale d’orges brassicoles. 
Précoce ou tardif sont des houblons bourguignons.
La région voit se développer des houblonnières ainsi que des houblons spécifiques à ce terroir tels que le Précoce et le Tardif de Bourgogne. 
Aux environs de 1854, le houblon commence à se cultiver autour de Seurre, dans la Saône, avec d’excellents rendements. En 1927, la région était dotée de 910 hectares de houblonnières, soit un quart de la surface cultivée en France. 
D’ailleurs, entre la fin du XIXe siècle et les années 60, la plaine de Saône est un lieu privilégié pour cultiver du houblon. 97% des plantations de la région se trouvent maintenant au Nord Est de Dijon. La surface de plantation de houblonnières est aujourd’hui autour des 800 hectares. 
Le Précoce de Bourgogne est répertorié comme un houblon aromatique subtil. Il est cultivé en très petites quantités jusque dans le début des années 80s, uniquement dans la région. Avec un taux d’alpha compris entre 3 et 4%, on lui attribuait des notes herbacées de laurier, d’anis avec une pointe d’abricot et de fruits jaunes. 
Le Tardif de Bourgogne quant à lui, naît dans la région Alsacienne. Très difficile à trouver sur le marché, il est également classé en houblon aromatique, semblable aux houblons nobles allemand et à son parent, le précoce de Bourgogne. 
D’autres variétés locales ont existé à toute petite échelle tel que le Landhopfen, dit « Alsacien de Bourgone » créé en 1921, du Saaz local, ou encore l’Ordinaire de Bourgogne, également appelé le commun de Bourgogne, possiblement un cousin de l’Alter Hallertau. 
Les houblons bourguignons possédent les mêmes qualités que ceux de la Bohême, riches en lupuline, très fins, destinés davantage à des bières de fermentation basse. Malheureusement, l’évolution des goûts favorisant les houblons très aromatiques américains pour des IPAs, ces houblons sont souvent délaissés. 
Et pourtant, elle fut longtemps terre d’accueil brassicole. Des articles datant de 1924 relatent d’ailleurs l’importance du brassage dans les foyers : un article de l’Avenir Bourguignon explique : « chaque feu, ou pour mieux dire chaque ménage, produisait la quantité de bière indispensable à ceux qui en faisaient partie ».
Une grande tradition de la bière s’installe dans la région car les vignes,  souvent détruites par des infections, maladies ou des guerres, offraient à l’époque un rendement beaucoup moins rentable. Le vin devient alors trop cher et moins consommé par la majorité de la population. 
Dès le XVIIIe siècle, la production de la bière se développe et devient quasi industrielle vers la fin du XVIIIe siècle, avec notamment l’arrivée des frères Walter, brasseurs alsaciens. S’installant à Beaune pour brasser en 1794, ils sont initialement blâmés par la population de la ville pour avoir mis le feu à leur établissement deux fois et pour la saleté du lieu. Une lettre du maire de Beaune au ministre de l’intérieur relate les faits : « cette maison qui devait par son extérieur propre et décent annoncer sa destination, est, pour ainsi dire, un réceptacle d’immondices. Bien plus, elle court risque d’être incendiée ; le feu a déjà pris deux fois chez le brasseur. Ainsi la mairie se trouve au milieu d’ateliers bruyants et fort incommode pour les personnes qui travaillent ». De même, un extrait d’une délibération datant du 4 septembre 1810 explique que le brasseur « incommode tout le quartier et détériore singulièrement la partie qu’il occupe, elle est toute noire de fumée ».
Pierre Walter déménage alors au boulevard St Nicolas et est succédé en 1828 par M. Pingaud. En 1843, sa brasserie atteint une production de 1500HL de bière par an, et se retrouve commercialisée de Beaune à Autun. Avec une culture locale d’orge et de houblon, le marché brassicole avait toutes les clés en main pour son essor. 
La brasserie passe par la suite entre les mains de M. Bazin, puis M. Modret, avant d’être reprise en 1862 par Jules et Armand Ricaud. Ce derniers sont très réputée sur la scène Beaunoise et modernisent la brasserie avec des nouveaux outils et cette dernière prospère jusqu’à la seconde guerre mondiale.
Pendant ce temps à Dijon, les premiers établissements brassicoles datent de 1790. En 1950, pas moins de 50 brasseries étaient actives dans la région ! Celles-ci ont souffert de l’industrialisation du marché, avec une course vers des produits standardisés et à prix moindres. Le panorama brassicole bourguignon s’étouffe, une mort accélérée par les lobbies agressifs du vin dans la région visant à attirer et croître l’activité touristique. 
La bière au cœur de la Bourgogne.
Avec le renouveau de la Craft en France, la Bourgogne ne déroge pas à la tendance. A présent, près de 40 brasseries artisanales sont en activité dans la région, dont la moitié se sont créées dans les 5 dernières années !
Son héritage vinicole, plutôt que de freiner la production semble au contraire inspirer les brasseries : fermentations sauvages, vieillissements en barrique, fermentations sur lie de raisin… Un monde de fusion entre les boissons se dessine pour créer des brassins fabuleux et décidément  français !
Le premier campus brassicole s'installe à Beaune.

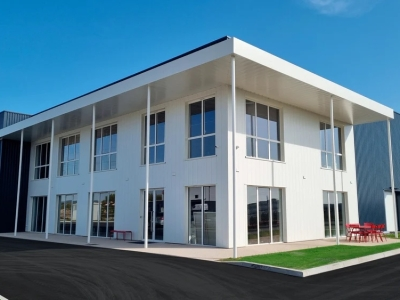
Brasserie de France.

Le campus brassicole Brasserie de France,, créée en 2020 par l'entrepreneur Jean-Claude Balès,,, regroupe sur le même site :
- - la première brasserie artisanale de Bourgogne,
  - un pôle de formation séminaires avec des ateliers de brassage et de dégustation,
  - un pôle d'éducation autour de partenariats "Ecole - Entreprise",[20],[21],
  - un pôle de création autour d'un bureau de style sur les tendances de consommation et création de marques de boissons effervescentes[16],
  - un pôle de recherche sur les procédés fermentaires[22].